# 阿德拉拉圣罗科
阿德拉拉圣罗科（義大利語：Adrara San Rocco），是意大利贝加莫省的一个市镇。总面积9.09平方公里，人口865人，人口密度95.2人/平方公里（2009年）。国家统计（ISTAT）代码为016002。